# Vida de Flávio Josefo

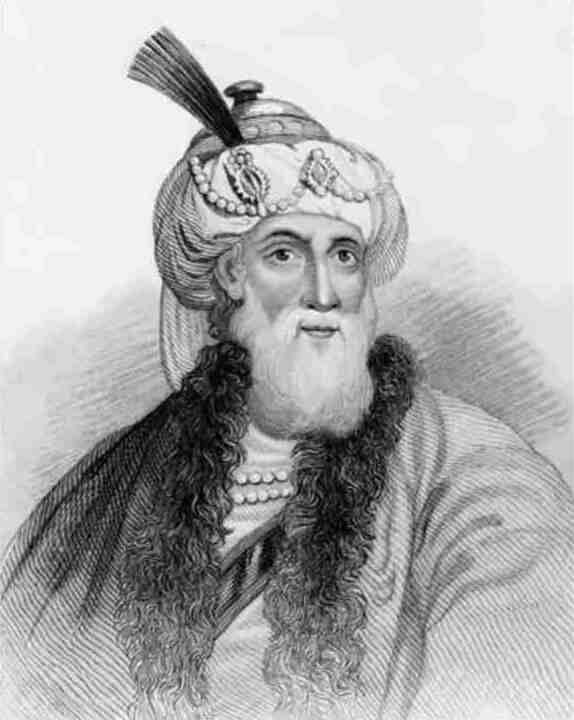
Flávio Josefo

A Vida de Josefo ("Iosepou bios"), também chamado de Vida de Flávio Josefo ou Autobiografia, é uma obra autobiográfica escrita por Flávio Josefo em aproximadamente 94-99 dC - possivelmente como um apêndice para sua Antiguidades Judaicas - onde o autor basicamente revisita os eventos da Primeira guerra judaico-romana, aparentemente em resposta às alegações feitas contra ele por Justo de Tiberíades.